# Lost on the Road to Eternity
Lost on the Road to Eternity è il ventesimo album in studio del gruppo rock britannico Magnum, pubblicato il 19 gennaio 2018.

## Tracce
Versione Standard

1. Peaches and Cream – 4:54
2. Show Me Your Hands – 5:45
3. Storm Baby – 6:13
4. Welcome to the Cosmic Cabaret – 8:08
5. Lost on the Road to Eternity (feat. Tobias Sammet) – 5:54
6. Without Love – 5:55
7. Tell Me What You've Got to Say – 6:27
8. Ya Wanna Be Someone – 5:56
9. Forbidden Masquerade – 5:02
10. Glory to Ashes – 5:35
11. King of the World – 7:04

Tracce Bonus (Live)
1. Sacred Blood – Divine Lies (live) – 6:48
2. Crazy Old Mothers (live) – 5:35
3. Your Dreams Won't Die (live) – 5:56
4. Twelve Men Wise and Just (live) – 6:21

## Formazione
- Bob Catley – voce
- Tony Clarkin – chitarra
- Al Barrow – basso
- Rick Benton – tastiera
- Lee Morris – batteria
- Tobias Sammet – voce (ospite)